# Sankt-Olof-Kirche (Sankt Olof)

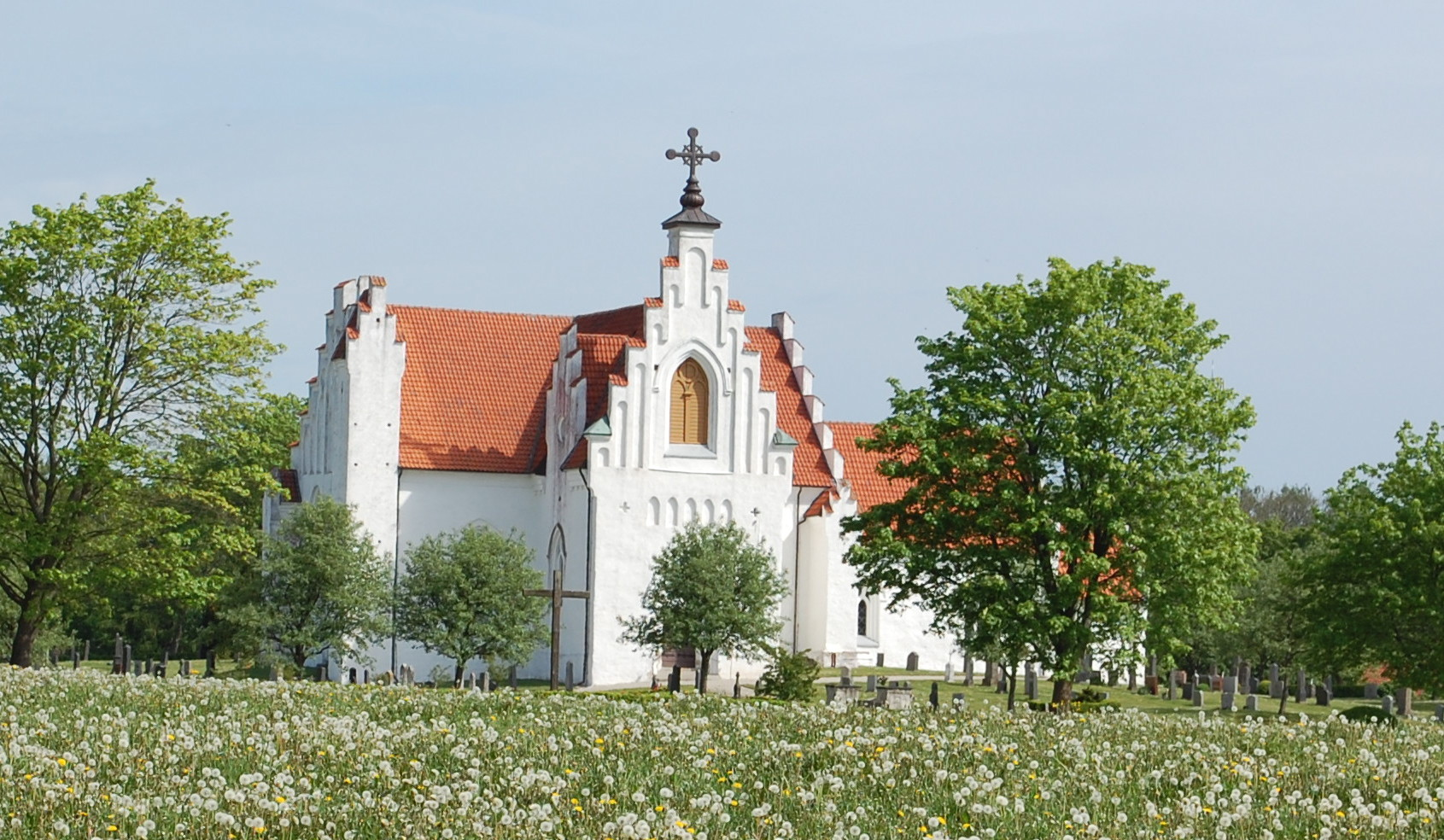
Sankt-Olof-Kirche, Südseite

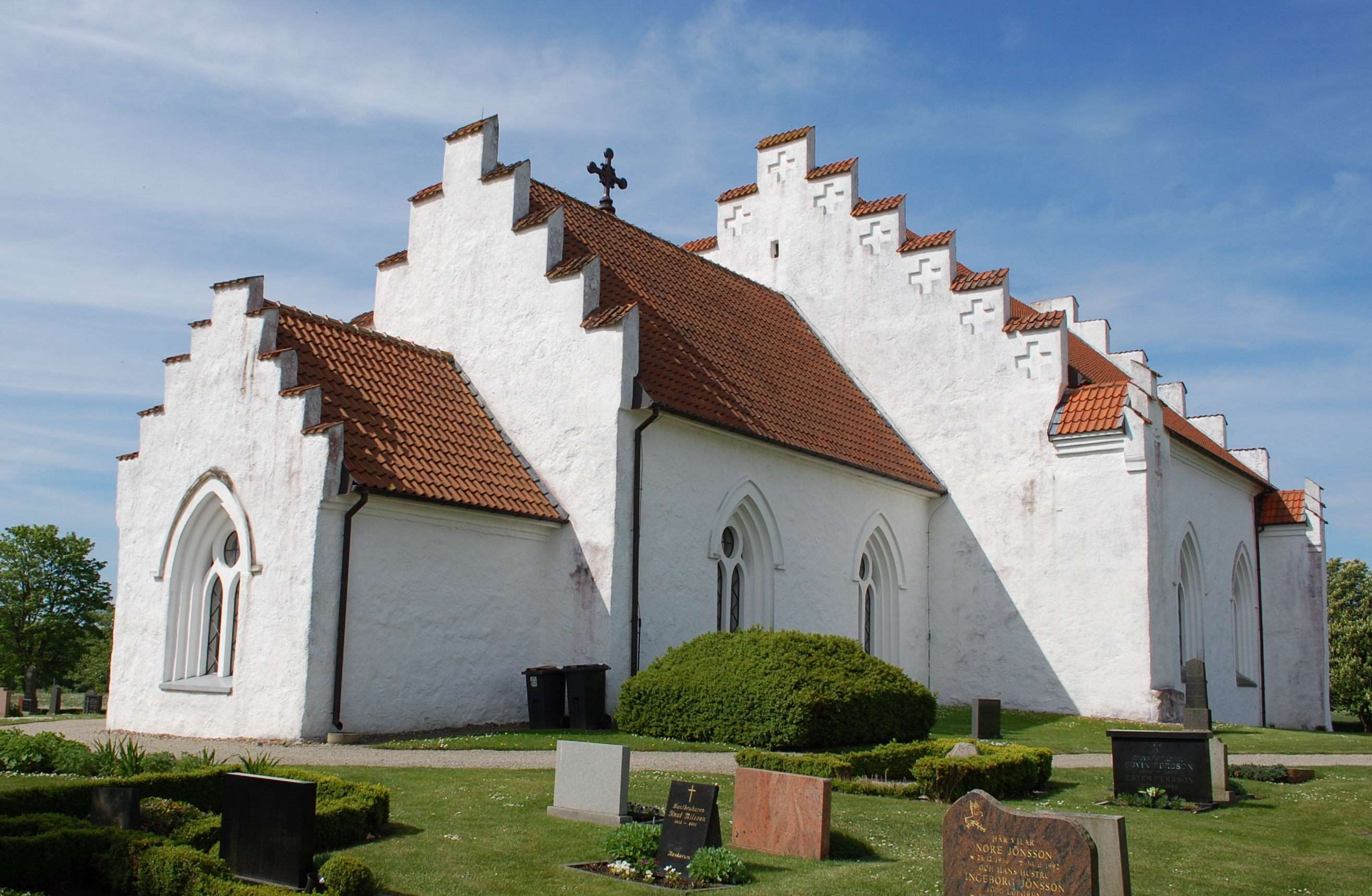
Ostseite

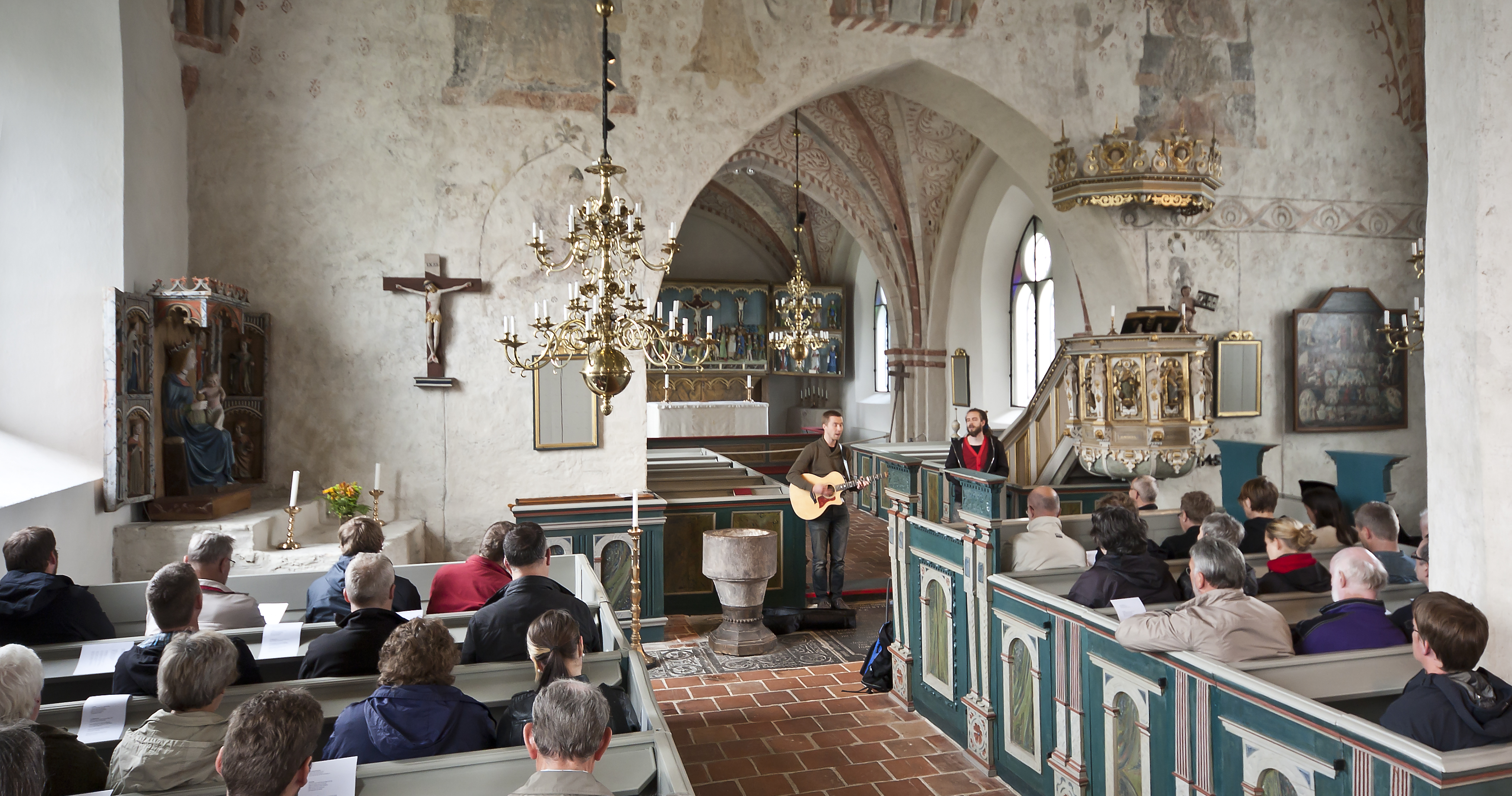
Gottesdienst in der Sankt-Olof-Kirche

Die Sankt-Olof-Kirche ist ein evangelisch-lutherisches Kirchengebäude der schwedischen Kirche in Sankt Olof in der Gemeinde Simrishamn in der schwedischen Provinz Skåne län.

## Lage
Die Kirche liegt westlich der Ortslage von Sankt Olof. Etwas weiter südlich befindet sich die Sankt-Olof-Quelle.

## Architektur und Geschichte
Die Kirche geht bis auf das 12. Jahrhundert zurück. Aus dieser Zeit stammen Chor und Sakristei. Das heutige zweischiffige Kirchenschiff entstand im Jahr 1400. Eine Restaurierung der Kirche fand in den 1870er Jahren unter Leitung des schwedischen Architekten Helgo Zettervall statt. 
In der Vergangenheit soll es in der Kirche neun Altäre gegeben haben.
Wichtig für Entstehung und Ausbau der Kirche war die benachbarte Sankt-Olof-Quelle und entsprechende Wallfahrten. Noch heute wird der Sankt-Olofs-Tag am 29. Juli eines jeden Jahres festlich begangen.
Der Naturforscher Carl von Linné besuchte am 7. Juni 1749 gemeinsam mit seinem Sekretär Olof Söderberg die Sankt-Olof-Kirche. Er beschrieb, dass es üblich war ein Geldstück in einen Opferkasten zu werfen und sich dann mit einer silbernen Axt über schmerzende Glieder zu streichen, um so eine Heilung zu erreichen.